# Vivoratá
Vivoratá is een plaats in het Argentijnse bestuurlijke gebied Mar Chiquita in de provincie Buenos Aires. De plaats telt 792 inwoners.